# Народний архітектор України
Наро́дний архіте́ктор Украї́ни — державна нагорода України — почесне звання України, яке надається Президентом України згідно із Законом України «Про державні нагороди України».
Є вищим ступенем почесного звання «Заслужений  архітектор  України».
Згідно з Положенням про почесні звання України від 29 червня 2001 року, це звання присвоюється:
|  | архітекторам і реставраторам пам'яток архітектури за видатні заслуги в розвитку архітектури і містобудування |

Особи, яких представляють до присвоєння почесного звання «Народний архітектор України», повинні мати вищу освіту на рівні спеціаліста або магістра.

## Народні архітектори України
- 1996 рік
  - Могитич Іван Романович[1]
- 1997 рік
  - Маринченко Євгенія Олександрівна[2]
- 1998 рік
  - Шпара Ігор Петрович[3]
  - Штолько Валентин Григорович[3]
- 1999 рік
  - Єжов Валентин Іванович[4]
  - Жаріков Микола Леонідович[5]
  - Урусов Георгій Олександрович[5]
- 2004 рік
  - Жежерін Вадим Борисович[6]
  - Ісак Валентин Михайлович[6]
  - Худяков Юрій Федорович[6]
  - Шкодовський Юрій Михайлович[7]
- 2005 рік
  - Граужис Олег Олександрович[8]
- 2006 рік
  - Білоконь Юрій Миколайович[9]
- 2007 рік
  - Панченко Тамара Федотівна[10]
- 2009 рік
  - Глазирін Володимир Львович[11]
  - Павленко Володимир Володимирович[12]
  - Веснін Володимир Іванович[13]
  - Левчук Микола Антонович[13]
- 2011 рік
  - Дьомін Микола Мефодійович[14]
- 2016 рік
  - Дмитренко Василь Іванович[15]
- 2018 рік
  - Ярема Олександр Богданович[16]
- 2019 рік
  - Слєпцов Олег Семенович[17]